# Brygada okrętów
Brygada okrętów – rodzaj jednostki wojskowej (związek taktyczny niższego szczebla), występujący w polskiej Marynarce Wojennej oraz marynarkach wojennych innych państw. Jest odpowiednikiem brygady w Wojskach Lądowych oraz Siłach Powietrznych.

Proporzec dowódcy brygady okrętów (1961–1990)

Brygada okrętów składa się z 2-4 dywizjonów okrętów jednej klasy. Zazwyczaj brygady, w ilości 2-4, stanowią największe jednostki wchodzące w skład flotyll okrętów. Czasem pojedyncze brygady mogą być bezpośrednio podporządkowane flocie.
W Polsce istniały następujące brygady okrętów:
- 1 Brygada Okrętów Podwodnych w Gdyni (1955–1971);
- 3 Brygada Kutrów Torpedowych w Gdyni 1958–1971;
- 2 Brygada Okrętów Desantowych w Świnoujściu (1965–1992).